# Hundsmühle (Heroldsberg)
Hundsmühle (fränkisch: Hundsmühl) ist ein Gemeindeteil des Marktes Heroldsberg im Landkreis Erlangen-Höchstadt (Mittelfranken, Bayern). Hundsmühle liegt in der Gemarkung Heroldsberg.

## Lage
Die Einöde liegt am Nordufer der Gründlach, auf drei Seiten umgeben vom Kraftshofer Forst, der Teil des Sebalder Reichswaldes ist. Eine Gemeindeverbindungsstraße führt nach Heroldsberg (0,5 km östlich) bzw. zu einer anderen Gemeindeverbindungsstraße (1,5 km westlich), die nach Buchenbühl (2 km südlich) bzw. nach Kalchreuth zur Staatsstraße 2243 (3,5 km nördlich) verläuft.

## Geschichte
Der Ort wurde 1425 als „Heylosmüle“ erstmals urkundlich erwähnt. Wie auch die 1429 erfolgte Erwähnung als „Hersperger mul“ ist der Name als verschliffene Form von Heroldsberger Mühle zu deuten. 1439 wurde sie als „Herolczperger möl“ genannt. Grundherren waren die Nürnberger Patrizier Geuder. Ab 1452 saß auf der Mühle Hans Hunt, nach dem sie dann benannt wurde (1463 erstmals bezeugt). Der Ort lag im Fraischbezirk des nürnbergischen Gerichts Heroldsberg. Die Mühle hatte ein Waldrecht im Sebalder Wald. 1835 erwarb Wolfgang Holweg die Hundesmühle (Haus Nr. 1) samt einem Gütlein (Haus Nr. 2). Die Mühle war ein Erbzinslehen der Geuder, das Gütlein ein Erbzinslehen des Waldamtes Sebaldi.
Von 1797 bis 1810 unterstand der Ort dem Justiz- und Kammeramt Erlangen. Im Rahmen des Gemeindeedikts (frühes 19. Jahrhundert) wurde Hundsmühle dem Steuerdistrikt und der Ruralgemeinde Heroldsberg zugeordnet.
Die Hundsmühle gehört der Familie Holweg. Sie wurde 1974 von Paul Müller, Spring- und Dressurreiter und Vorsitzender des Reitclubs Nürnberg, gepachtet und zur Reitanlage mit Turnierbetrieb ausgebaut. 1982 verlegte der Reitclub Nürnberg seinen Sitz auf die Hundsmühle.

### Einwohnerentwicklung
| Jahr      | 001818 | 001840 | 001861 | 001871 | 001885 | 001900 | 001925 | 001950 | 001961 | 001970 | 001987 |
| Einwohner | 12     | 9      | 15     | 13     | 12     | 11     | 11     | 25     | 17     | 16     | *      |
| Häuser    | 2      | 2      |        |        | 2      | 2      | 2      | 2      | 2      |        | *      |
| Quelle    | [ 6 ]  | [ 9 ]  | [ 10 ] | [ 11 ] | [ 12 ] | [ 13 ] | [ 14 ] | [ 15 ] | [ 16 ] | [ 17 ] | [ 18 ] |

## Religion
Der Ort ist seit der Reformation evangelisch-lutherisch geprägt und nach St. Matthäus (Heroldsberg) gepfarrt. Die Katholiken sind nach St. Georg (Ziegelstein) gepfarrt.